# Ridgeway Glacier
Ridgeway Glacier är en glaciär i Antarktis. Den ligger i Östantarktis. Nya Zeeland gör anspråk på området. Ridgeway Glacier ligger 168 meter över havet.
Terrängen runt Ridgeway Glacier är varierad. Ridgeway Glacier ligger nere i en dal. Trakten är obefolkad. Det finns inga samhällen i närheten. 